# Îlet Saint-Aubin
Îlet Saint-Aubin är en obebodd ö i Martinique. Den ligger i den nordöstra delen av Martinique, 22 km nordost om huvudstaden Fort-de-France.